# Липоглав
Липоглав (словен. Lipoglav) — поселення в общині Словенське Коніце, Савинський регіон, Словенія. Висота над рівнем моря: 356,8 м.